# Na flandryjskim polu, gdzie śpią żołnierze i rosną maki
Na flandryjskim polu, gdzie śpią żołnierze i rosną maki (ang. In Flanders Field-Where Soldiers Sleep and Poppies Grow) – obraz olejny amerykańskiego malarza Roberta Vonnoha namalowany w 1890, obecnie w zbiorach Butler Institute of American Art. Pierwotnie nosił tytuł Maki polne (fr. Coquelicots).

## Okoliczności powstania
Najbardziej znana kolonia amerykańskich impresjonistów powstała we francuskim Giverny, w domu Claude'a Moneta; obok niej pojawiły się również i inne, zwłaszcza w Grez-sur-Loing. Tam głównym spiritus movens impresjonizmu był bostoński malarz, Robert Vonnoh. Po ślubie w 1886 z Grace D. Farrell, spędził miesiąc miodowy w Grez, a w następnym roku wrócił do Francji, aby kontynuować studia na Académie Julian. Począwszy od jesieni 1887 kolejne lata spędzał głównie w Grez. Do Bostonu powrócił wiosną 1891. Rok 1888 okazał się przełomowy w rozwoju artystycznym Vonnoha; o ile wcześniej był on przywiązany do wyraźnego tonalnego naturalizmu, to w 1888 zaczął pracować w plenerze tworząc na płótnie jasne, barwne pejzaże i studia kwiatów z natury, odzwierciedlające jego zaangażowanie w estetykę impresjonizmu. Zmiana ta dokonała się być może pod wpływem irlandzkiego malarza Roderica O'Conora, który już 1886 zaczął stosować jasne, niezmieszane barwy i gruby impast, a być może też pod wpływem Alfreda Sisleya, pracującego w pobliskim Moret-sur-Loing.
Vonnoh namalował wówczas kilka obrazów przedstawiających maki. Kwiaty te były wówczas popularne jako motyw w malarstwie francuskim, w tym w impresjonizmie. Malowali je m.in. Claude Monet oraz szwedzki malarz, Karl Nordström, i Amerykanin, Theodore Robinson. 

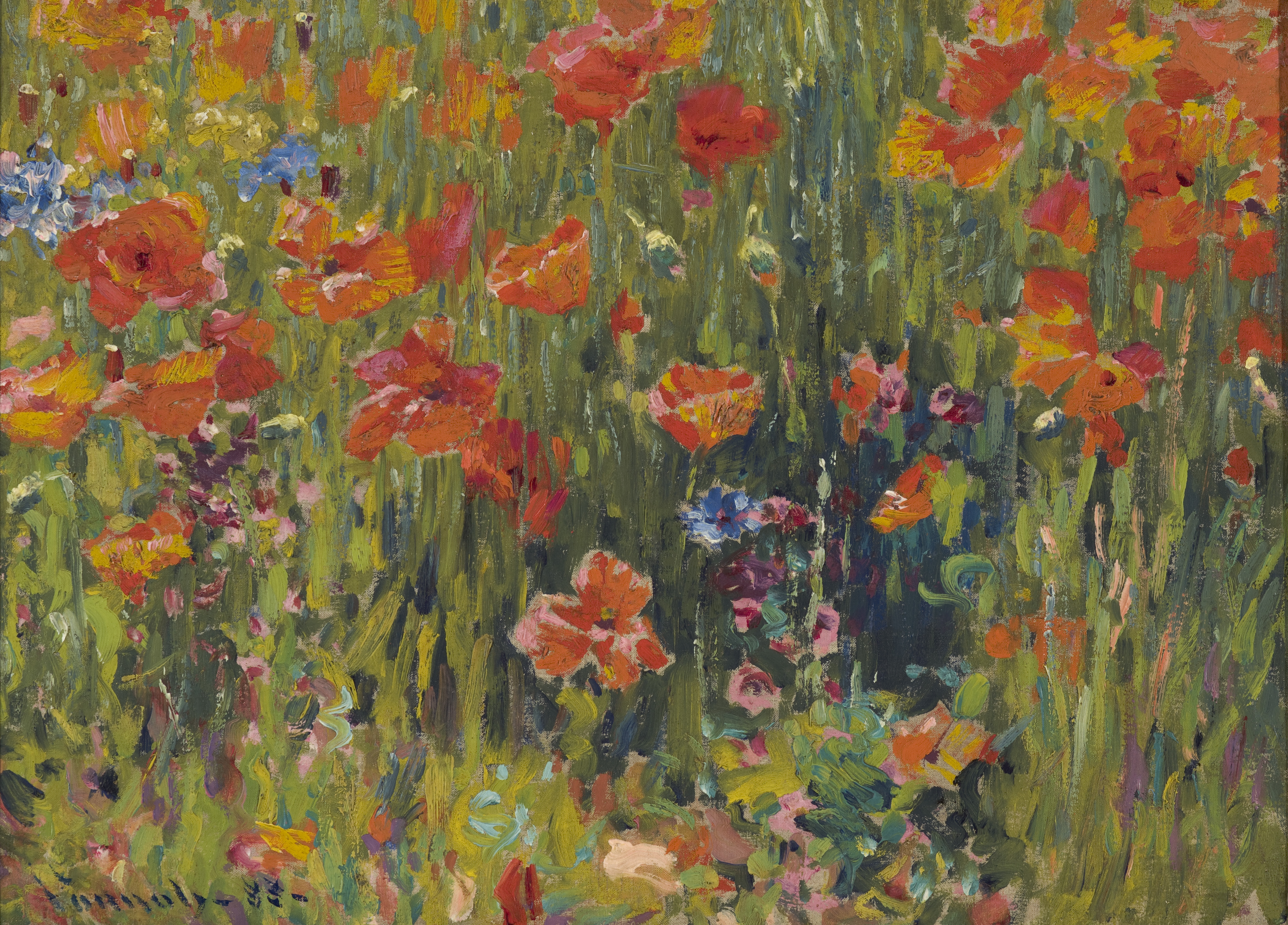
Maki (fragment), Indianapolis Museum of Art

Maki Vonnoh okazały się być studium przygotowawczym do największego i najbardziej ambitnego obrazu w jego karierze, Maków polnych (Coquelicots), ukończonych w 1890.

## Analiza
Chociaż obraz ten jest kompozycją powstałą w pracowni, zachował charakter swobodnego szkicu o nieuporządkowanej strukturze, cechującej wcześniejsze, niewielkie rozmiarami Maki. Nowe elementy to rozległy pejzaż i umieszczone w nim postacie młodej kobiety zbierającej kwiaty i dwojga dzieci, a na dalszym planie wóz rolniczy z końmi oraz zabudowania na horyzoncie, uszeregowane w sposób podkreślający przestrzenny charakter całości kompozycji i jej perspektywę. 
Do głównej postaci – zarówno na tym obrazie jak i na wcześniejszym, przygotowawczym Studium zbierania tulipanów – pozowała żona artysty. 
O swym zaangażowaniu w impresjonizm Vonnoh napisał: „stopniowo zacząłem dostrzegać znaczenie pierwszego wrażenia, a potrzeba prawidłowej oceny, czystego koloru i wyższej tonacji sprawia, że wkrótce stanę się zagorzałym zwolennikiem nowego ruchu w malarstwie”.
Duże rozmiary wskazują, że Maki polne były pomyślane jako dzieło wystawowe, przeznaczone do podziwiania przez wielu widzów. Mimo obecności wozu gospodarczego pole uprawne zostało tu ukazane jako źródło relaksu, a nie ciężkiej pracy. Widoczny jest związek estetyczny atrakcyjnej, młodej kobiety na pierwszym planie z jaskrawymi, kolorowymi kwiatami, wiązanką których jedno z dzieci radośnie wymachuje w powietrzu. 

## Historia obrazu
Obraz został wystawiony na wystawie Salonu w Paryżu w 1891, a następnie na Wystawie Międzynarodowej zorganizowanej w 1892 w Monachium, gdzie zyskał znaczny rozgłos. Jeden z historyków sztuki, Richard Muther, podkreślał kolorystykę dzieła, zwłaszcza czystej czerwieni, wyciskanej w dużych ilościach wprost z tuby na płótno, oraz zaskakujące efekty świetlne.
Obraz był następnie pokazywany na indywidualnej wystawie Vonnoha, zorganizowanej w lutym 1896 roku w Durand-Ruel Gallery w Nowym Jorku. Tu opinia krytyki była zróżnicowana. Z jednej strony wyrażano podziw dla jego zaawansowanych technik, jeśli chodzi o oddanie koloru i światła, a z drugiej określono go jako dzieło pozbawione uczucia i poezji, w przeciwieństwie do portretów namalowanych przez artystę.
Maki polne nie zostały sprzedane. Po latach obraz powrócił pod zmienionym tytułem jako Maki (Poppies), kiedy w grudniu 1914 został zaprezentowany na wystawie zimowej w National Academy of Design w Nowym Jorku. Następnie pojawił się na wystawie Panama-Pacific International Exposition, zorganizowanej w 1915 w San Francisco, gdzie Vonnoh zdobył złoty medal. Przedtem usunięto z obrazu oryginalny podpis oraz datę i ponownie sygnowano go z datą copyright 1914. W kolejnych latach obraz był jeszcze kilkakrotnie wystawiany, po czym w 1919 został zakupiony przez muzeum Butler Institute of American Art. Przy tej okazji zmieniono po raz kolejny jego tytuł. Rzeźbiarz J. Massey Rhind, nawiązując do niemieckiej inwazji na Belgię w czasie I wojny światowej oraz do poematu kanadyjskiego chirurga Johna McCrae „In Flanders Fields” („Na polach Flandrii”), zaproponował założycielowi muzeum, Josephowi G. Butlerowi opatrzenie dzieła tytułem: „Flanders – Where Soldiers Sleep and Poppies Grow” („Flandria, gdzie śpią żołnierze i rosną maki”). Choć pogodny klimat płótna kontrastuje z tragicznym wydźwiękiem poematu McCrae, Vonnohowi udało się wreszcie znaleźć właściwe miejsce dla swego arcydzieła w zbiorach Butler Institute of American Art.